# Estīr
Estīr (persiska: استیر, Sūder) är en ort i Iran.   Den ligger i provinsen Khorasan, i den nordöstra delen av landet, 500 km öster om huvudstaden Teheran. Estīr ligger 925 meter över havet och antalet invånare är 781.
Terrängen runt Estīr är platt åt sydost, men åt nordväst är den kuperad.Runt Estīr är det ganska glesbefolkat, med 29 invånare per kvadratkilometer. Närmaste större samhälle är Sabzevar, 16,3 km öster om Estīr. Omgivningarna runt Estīr är i huvudsak ett öppet busklandskap.